# Plaza Periodista Antonio Andújar
La plaza Periodista Antonio Andújar, también conocida como plaza de los Aparecidos, es una céntrica plaza de la ciudad española de Albacete.
Está situada en el barrio Feria de la capital albaceteña. En sus extremos discurren las calles Virrey Morcillo al este y Zapateros al oeste.
La plaza lleva el nombre de Antonio Andújar en honor al ilustre periodista albaceteño director del que fuera periódico de referencia en la provincia La Voz de Albacete, cuya sede se situaba en esta plaza.
Se trata de una plaza peatonal con forma rectangular. Entre los lugares de interés se encuentran el Conservatorio Superior de Música de Castilla-La Mancha, el Conservatorio Profesional de Música Tomás de Torrejón y Velasco de Albacete y el Colegio Público Cristóbal Valera.
En 2010 se hallaron restos arqueológicos en la plaza durante las obras para el soterramiento de contenedores. Es por ello que también es conocida como la plaza de los aparecidos.
En esta plaza se ubicó desde el siglo XV el convento de San Francisco, un antiguo convento de frailes franciscanos que desapareció en el siglo XIX, en el que se llevaban a cabo enterramientos. En el siglo XIX existió también un hospicio infantil.